# 要塞2
要塞2（Stronghold 2） 是一个玩家建造中世纪城堡，于2005年四月发布的即时战略游戏。它是2001年开发的要塞的续集，也一样由萤火虫工作室开发。
游戏引擎加强了3D图形。其他变化包括新的和平与战争任务，新增犯罪与处罚系统，玩家可以处罚违法的人。一些新人物也做了介绍。

## 游戏部分
在游戏中，玩家是所属于一个中世纪城堡的骑士。玩家可以管理的是：玩家所在地的建筑和功能，包括用不同方法生产粮食，工业，民事，或者是军队建筑物和士兵。玩家在找工作时，需要一个建筑物，所以玩家的微观是最小的，它需要建立一个从聚居点到建筑物的有效道路同时为人民提供安全感。军事单位由玩家直接控制，有时相当大的战斗每边都有成百上千人参战。一个值得欢迎的人可以将另一块地方列入自己的版图，一个玩家可以用荣耀值（通过宴会，舞会，声望，参加弥撒来增加）“买”下土地。“另一块地方”指半独立的村庄（没有守城武器），可以通过马车把其土地的物资运送到其他领地或盟友那里。 
利用3D渲染可以使玩家看到城堡里或塔里的单位，并且可以密切观察人民，这对新增加的“废物与老鼠”系统有益。在原版要塞中，玩家可以选择不同的游戏模式：王权争夺，攻城战役，战争战役，和平战役，自由建造，地图编辑和多人游戏（由Gamespy举办）。广阔的地图编辑器允许无休止的回放。

## 故事情节
故事发生在中世纪。威廉爵士（下文称威廉）招聘了马修·斯蒂尔（下文称斯蒂尔，玩家）为他的侍从。威廉被一个不明身份的人抓走了，但最终被斯蒂尔救了回来。逃跑后，威廉和斯蒂尔回到了他的营地。威廉教会斯蒂尔如何管理自己的城镇和城堡（同样的，你会学会如何通过装防御武器升级自己的城堡），他派了两个人指导你完成剩下的任务。（1）汤姆·辛普金斯指导你完善你的经济，提供一些诸如“建造一批农场生产粮食”等等的建议。（2）康斯·布里格斯通过警告指导你打仗，包括战斗及攻城的战术等等。在斯蒂尔学习如何运作成功的城堡的同时，北欧的首领奥拉夫让他的军队到大陆残害人民。在这个时候，斯蒂尔不得不找方法逃避奥拉夫的军队。在他击败奥拉夫的军队后，威廉把他带给了称为“羔羊”的城堡夫人塞伦，之后你不得不保卫自由的埃德温,埃德温给你封为骑士，并给你一些土地为下一关任务做准备。当你抵达了边疆，你会发现那里有很多问题存在，其中之一是格雷爵士被围困了，还有一些僧侣被狼所围困，以及有一些土匪骚扰城镇。在你解救僧侣，格雷爵士，对付强盗，攻击布尔后，你回到了修道院，才发现奥拉夫盘踞在那里的堡垒。当奥拉夫的堡垒夷为平地时，你受到了埃德温的攻击。你跟踪奥拉夫到达了埃德温的郡，而且杀死了埃德温。不久你进入了埃德温的城堡，你受到了鹰，羊和铁锤的攻击。在战斗中，塞伦改变了立场。击败敌人时，你必须抉择：会见鹰和铁锤，或羊和威廉。
如果你见了铁锤，你不得不第一个杀死塞伦夫人。之后，你击败了威廉。最后，你不得不在鹰和铁锤之前杀死国王以获得国家的统治权。
如果你会见了威廉，你不得不拯救被鹰和铁锤抓走的艾比。之后，你不得不在与鹰的战斗中帮助威廉并杀死鹰。最后，你进攻铁锤并杀死他。

## 自由建造模式
在这个模式中，只有玩家一人，地图是自带的，下载的或玩家自己创建的。如果不包括狼和土匪，土地就是唯一的敌人。 每当按下F1键，玩家就可以发动任何规模的入侵去测试玩家城堡的坚固性。

## 战役
玩家可以玩“堕落国王”战役或仿真战役，取决于玩家的喜好。如查询详细内容，参见故事情节。

## 技术问题和补丁
在游戏发布之后，很多玩家报告了游戏存在崩溃，卡机（甚至在单机游戏的时候），和整体的缺陷的问题。萤火虫工作室承诺通过补丁解决游戏出现的问题。不久，修复游戏的问题的补丁1.1被发布。但在补丁1.2发布之前，游戏依然投诉不断。
2005年10月28日，第三个补丁（1.3.1）发布，除进一步修复游戏问题之外，还增加了类似要塞: 十字军的游戏模式，例如“王权争夺”等等。
2007年9月11日，补丁（1.4）在要塞2迷网站要塞天堂 （页面存档备份，存于）上发布。另一个补丁（1.4.1）增加了额外的游戏问题的修复。关于这个补丁的更多消息参见补丁1.4.1 （页面存档备份，存于）

## 实验版
2007年1月4日，发布了一个单人游戏实验版，包含了教程和相当于一章的三个战役。在测试版里，已经修复了诸如卡机，死机，崩溃等在原版游戏中出现的问题。